# Keselyűs
Keselyűs (más néven Frigyesföld, horvátul: Mirkovac) falu Horvátországban, Eszék-Baranya megyében. Közigazgatásilag Hercegszöllőshöz tartozik.

## Fekvése
Eszéktől légvonalban 21, közúton 27 km-re északkeletre, községközpontjától légvonalban 5, közúton 9 km-re délkeletre, Baranyában, a Drávaszög közép-keleti részén, Csúza és Katalinpuszta között fekszik.

## Története
Keselyűs, vagy más néven Frigyesföld 1850 körül keletkezett a bellyei uradalom mezőgazdasági majorjaként. A településen az uradalom munkásai éltek. Alapítása óta jelentős szerepet játszott az uradalom életében, hiszen itt volt az uradalom három nagy sertéstelepének egyike. A marhaistállókban 1900-ban 113 tehén, 83 tenyészüsző, 14 bika, 47 ökör és 6 tenyészbika volt, melyek évi 237 000 liter tejet, 174 tonna sajtot és 1,5 tonna vajat termeltek. Malom és téglagyár is működött a területén. A megtermelt javak szállítását a puszták között kisvasút biztosította, melynek építése 1906-ban kezdődött és 1915-ig tartott. A kisvasút Szentistvánpusztával, illetve a Pélmonostor–Jeszeföld–Keselyűs–Katalinpuszta–Bokroshát–Kazuk kikötővonalon a Dunával kötötte össze a településeket. Az utolsó szakaszt Katalinpusztától Hercegszöllősig csak 1952-ben építették meg. A terményeket Hercegszöllősön a kisvasútról a normál nyomtávú vasútra rakták át és szállították szerte az országba. A kisvasút üzemeltetése egy idő után veszteségessé vált, ezért 1962-ben végleg megszüntették.
A település az első világháború után az új szerb-horvát-szlovén állam, majd később (1929-ben) Jugoszlávia része lett. 1941 és 1944 között ismét Magyarországhoz tartozott, majd a háború után ismét Jugoszlávia része lett. 1947-ben Keselyűs 2700 hektár földterületéből 1534 hektár volt szántóföld. A telepen még 70 tejelő tehén adta a tejet. 1951-ben a telep a PIK Belje mezőgazdasági vállalat irányítása alá került, az 1960-as években pedig a Trokut vállalat vette át a szarvasmarha-tenyésztést. 1957-ben 57 munkás számára gépszerelő műhelyt létesítettek a telepen. A településen volt általános iskola, kórház (1954 és 1957 között még szülészet is), egy üzlet, hentesüzlet, fodrászüzlet, cukrászda, vendéglő és egy kultúrház mozival. Radnički néven labdarúgóklub, KUD „Mladi radnik” néven pedig kulturális és művészeti egyesület is működött itt, mely színházi előadásokat szervezett. Az 1965-ös és 1972-es árvizek felgyorsították a puszta elnéptelenedését. Az elvándorlási folyamat az 1960-as évek elején kezdődött és különösen az 1970-es években gyorsult fel, de Keselyűs esetében az 1980-as években a népesség csökkenése megállt, sőt egy időre megfordult. 1991-ben lakosságának 61%-a horvát, 18%-a szerb, 11%-a magyar, 7%-a jugoszláv nemzetiségű volt. A településnek 2011-ben 108 lakosa volt.

## Népessége
| Lakosság változása | Lakosság változása | Lakosság változása | Lakosság változása | Lakosság változása | Lakosság változása | Lakosság változása | Lakosság változása | Lakosság változása | Lakosság változása | Lakosság változása | Lakosság változása | Lakosság változása | Lakosság változása | Lakosság változása | Lakosság változása |
| ------------------ | ------------------ | ------------------ | ------------------ | ------------------ | ------------------ | ------------------ | ------------------ | ------------------ | ------------------ | ------------------ | ------------------ | ------------------ | ------------------ | ------------------ | ------------------ |
| 1857               | 1869               | 1880               | 1890               | 1900               | 1910               | 1914               | 1931               | 1948               | 1953               | 1961               | 1971               | 1981               | 1991               | 2001               | 2011               |
| 0                  | 617                | 400                | 0                  | 286                | 313                | 294                | 0                  | 974                | 817                | 773                | 559                | 121                | 233                | 135                | 108                |

(1869-től településrészként, 1991-től önálló településként. 1921-ben és 1931-ben lakosságát Hercegszöllőshöz számították.)

## Gazdaság
A településen hagyományosan a mezőgazdaság és az állattartás képezi a megélhetés alapját.

## Nevezetességei
Az uradalmi központi gabonaraktár épülete egy kétszintes, téglalap alaprajzú épület, a főhomlokzaton két rizalitos kiemelkedéssel. A raktár 3000 tonna tárolókapacitással rendelkezett. Állati és emberi fogyasztásra szánt gabonaféléket tartottak benne, ezen kívül a folyamatos mezőgazdasági termeléshez szükséges vetőmagokat tároltak és válogattak itt. Az épület egy részében malom működött. A malom berendezésének nagy részét, amely hengerekből, szitákból, emelőszerkezetből és apró kiegészítőkből áll, megőrizték az épületben olyan munkaeszközökkel együtt, mint a szekér, lapátok és zsákok.

## Kultúra
A KUD „Mladi radnik” kulturális és művészeti egyesület a 20. században működött.

## Oktatás
A településen a Hercegszöllősi Általános Iskola területi iskolája működik.

## Sport
Az NK Radnički Mirkovac labdarúgóklub a 20. században működött.